# سلحفاة طبيعية مفصلية الظهر
السلحفاة الطبيعية مفصلية الظهر هي نوع من السلاحف البرية، تنتمي إلى جنس السلاحف المفصلية. تعيش في جنوب القارة الأفريقية، بدول موزمبيق وسوازيلاند وجنوب أفريقيا.